# فرودگاه اویراس
فرودگاه اویراس (به انگلیسی: Oeiras Airport) (به زبان بومی: Aeroporto de Oeiras) یک فرودگاه مسافربری است که یک باند فرود شن دارد و طول باند آن ۱۲۰۰ متر است. این فرودگاه در کشور برزیل قرار دارد و در ارتفاع ۲۵۰ متری از سطح دریا واقع شده‌است.